# Бранко Радунковић
Бранко Радунковић (Брезик, 1941) самоуки је уметник, моделар, који и поред тешког хендикепа, пошто је рођен без шака и колена, остварио преко 300 изложби својих макета у тадашњој Југославији и Европи. Поред рада на макетама, Бранко је био активан у раду са хоровима, као хоровођа, а свој живот је описао књигом Воља чини чуда, која је издата 2008. године, која је у међувремену доживела друго допуњено издање.
Велики број новинских текстова и десетина документарних филмова сведоче о јединственој личности, животу и раду макетара, „макетара без руку”.

## Биографија
Рођен је 3. јуна 1941. године у селу Брезик, данас општина Нова Буковица, у Славонији, као шесто дете породице Радунковић. Отац Илија и мајка Олга, девојачко Новаковић, имали су поред Бранка, још три кћерке и два сина. Због хендикепа родитељи га нису слали у школу, већ се образовао сам уз помоћ свезака и књига које је узимао од браће и сестара. Помоћ у самообразовању му је била и учитељица Анђелина Арбутина, која је живела недалеко у Доњој Буковици.
Своју прву макету је направио са својих седамнаест година, 1958. године, макету цркве у Миклеушу, у барокном стилу. Друга је била манастир Високи Дечани, па Манастир Жича. Следеће зиме прави двадесет једну макету грађевина које су биле доступне његовом оку, већином верске објекте и дворце.
Прву изложбу имао је у Буковици 1961. године и те године организовао је сам 18 изложби од Нашица до Вировитице, док је у Југославији и Европи имао укупно 314 изложби. Изложбе је организовао искључиво у институцијама: школама, факултетима, домовима армије и културе, великим и успешним предузећима, а у Италији два пута у црквеним салама. Том приликом демонстрирао је како прави макете, забија ексер, сече даску и како држи и користи оштар нож. Задњу изложбу је имао 1991. године у Кратову, у Македонији.
У свом родном селу је обновио старо домаћинство и саградио „Галерију макета Бранка Радунковића”, где је традиционално организовао забаве суграђана који Бранкове приредбе назвале „Бранково вече”.

## Прогон и избеглиштво
Почетком рата на тлу Хрватске, 1991. године, минирана му је галерија са скоро свим макетама које су се тада налазила у њој, а Бранко је као избеглица преко Београда и Илока стигао у Шумадију у село Прњавор, на пола пута између Баточине и Крагујевца. На предлог епископа Шумадијског господина Саве, манастир Грнчарица, на челу са игуманијом Ефросинијом, поклонили су му 21 ар своје земље. Већ 1992. године урађени су темељи по Бранковом плану, а уз помоћ више донатора, убрзо је никла нова Бранкова кућа и галерија у Прњавору. У галерију је Бранко прво поставио две преживеле макете које су биле на изложбама у Мађарској: макету манастира Жиче и Ораховице. Ту је и макета манастира Виоких Дечана, додуше знатно оштећена и неколико парчића уништених макета које је пронашао на згаришту после десет година.

## „Воља чини чуда”
Користећи као мотив, запажање које је својевремено написала у књигу утисака учитељица Анђелка Арбутина, када је довела ђаке на његову изложбу, а инспирисана Бранковом упорношћу и радом, у Вршцу је основана Мала школа „Бранко Радунковић”-Воља чини чуда, са циљем да се код деце развијају интелектуалне способности, али и хришћанска мудрост и врлине.
Мала школа традиционално додељује, на дан Бранковог рођења, годишњу награду „Бранко Радунковић”-Воља чини чуда, намењена истакнутим ствароцима, прегаоцима и личностима које су дале снажан допринос очувању српског националног идентитета.